# Championnat d'Euro F3000 2003
Le championnat d'Euro F3000 2003 a été remporté par le pilote brésilien Augusto Farfus Jr. sur une monoplace de l'écurie Draco Junior Team.

## Règlement
- Tous les pilotes sur Lola T99/50 à moteur Zytek
- L'attribution des points s'effectue selon le barème 10,6,4,3,2,1.

## Courses de la saison 2003
| Date         | Lieu              | Vainqueur          | Nationalité | Equipe            |
| 4 mai        | Nürburgring       | Gianmaria Bruni    | Italie      | ADM Motorsport    |
| 11 mai       | Magny-Cours       | Gianmaria Bruni    | Italie      | ADM Motorsport    |
| 25 mai       | Enna-Pergusa      | Augusto Farfus Jr. | Brésil      | Draco Junior Team |
| 29 juin      | Monza             | Augusto Farfus Jr. | Brésil      | Draco Junior Team |
| 20 juillet   | Spa-Francorchamps | Augusto Farfus Jr. | Brésil      | Draco Junior Team |
| 10 août      | Donington         | Gianmaria Bruni    | Italie      | ADM Motorsport    |
| 21 septembre | Brno              | Fabrizio del Monte | Italie      | GP Racing         |
| 12 octobre   | Jerez             | Augusto Farfus Jr. | Brésil      | Draco Junior Team |
| 2 novembre   | Cagliari          | Jaime Melo Jr.     | Brésil      | ADM Motorsport    |

## Classement des pilotes
| Classement | Pilote                 | Pays        | Equipe                      | Nombre de points |
| ---------- | ---------------------- | ----------- | --------------------------- | ---------------- |
| 1er        | Augusto Farfus Jr.     | Brésil      | Draco Junior Team           | 60               |
| 2e         | Fabrizio del Monte     | Italie      | GP Racing                   | 31               |
| 3e         | Gianmaria Bruni        | Italie      | ADM Motorsport              | 30               |
| 4e         | Matteo Grassotto       | Italie      | Traini Corse                | 23               |
| 5e         | Nicky Pastorelli       | Pays-Bas    | Scuderia Famà               | 19               |
| 6e         | Jaime Melo Jr.         | Brésil      | Uboldi Corse ADM Motorsport | 14               |
| 7e         | Joel Nelson            | États-Unis  | John Village Automotive     | 12               |
| 8e         | Peter Boss             | États-Unis  | John Village Automotive     | 12               |
| 9e         | Roman Rusinov          | Russie      | GP Racing                   | 6                |
| 10e        | "Babalus"              | Italie      | Scuderia Famà               | 5                |
| 11e        | Sven Heidfeld          | Allemagne   | Draco Junior Team           | 4                |
| 11e        | Norbert Siedler (en)   | Autriche    | Euronova Racing team        | 4                |
| 13e        | Colin Brown            | Royaume-Uni | Traini Corse                | 4                |
| 14e        | Matteo Cressoni        | Italie      | Traini Corse                | 3                |
| 15e        | Gabriele Lancieri      | Italie      | Uboldi Corse                | 2                |
| 15e        | Rafael Sperafico       | Brésil      | ADM Motorsport              | 2                |
| 17e        | Jean de Pourtales (en) | France      | Scuderia Famà               | 2                |
| 18e        | Nicolas Dalli          | Espagne     | Traini Corse                | 1                |